# Nyctinomops femorosaccus
Nyctinomops femorosaccus (Merriam, 1889) è un pipistrello della famiglia dei Molossidi diffuso in America settentrionale.

## Descrizione

### Dimensioni
Pipistrello di piccole dimensioni, con la lunghezza totale tra 99 e 118 mm, la lunghezza dell'avambraccio tra 45 e 50 mm, la lunghezza della coda tra 34 e 45 mm, la lunghezza del piede tra 10 e 12 mm, la lunghezza delle orecchie tra 22 e 24 mm e un peso fino a 17 g.

### Aspetto
La pelliccia è corta. Le parti dorsali variano dal brunastro al bruno-grigiastro con la base dei peli biancastra, mentre le parti ventrali sono leggermente più chiare. Il muso è appuntito, rivolto all'insù e con il labbro superiore ricoperto di pliche cutanee. Le orecchie sono arrotondate, con il bordo anteriore dentellato ed unite alla base sulla fronte. Il trago è piccolo e squadrato, mentre l'anti-trago è allungato. Una sacca membranosa è situata sulla parte interna di ogni arto inferiore all'altezza delle ginocchia. La coda è lunga, tozza e si estende ben oltre l'ampio uropatagio. I maschi hanno delle sacche ghiandolari sul petto e sulla gola.

## Biologia

### Comportamento
Si rifugia in gruppi fino a 100 individui tra le fessure rocciose di scarpate e in edifici. Effettua migrazioni tra il Messico e gli Stati Uniti d'America. Forma vivai in estate, mentre i maschi vivono solitariamente. L'attività predatoria inizia tardi la sera. Il volo è alto e veloce.

### Alimentazione
Si nutre di insetti, particolarmente falene e scarafaggi, catturati vicino grandi specchi d'acqua.

### Riproduzione
Danno alla luce un piccolo alla volta tra giugno e luglio.

## Distribuzione e habitat
Questa specie è diffusa negli stati della California e Nuovo Messico meridionali, Arizona e Texas sud-occidentali; Messico.nord e centro-occidentale fino allo stato di Guerrero.
Vive in ambienti semi-desertici fino a 2.250 metri di altitudine.

## Conservazione
La IUCN Red List, considerato il vasto areale, la popolazione presumibilmente numerosa e la presenza in diverse aree protette, classifica N.femorosaccus come specie a rischio minimo (Least Concern)).